# Nejanilini Lake Airport
Nejanilini Lake Airport (engelska: Nejanilini Lake Lodge) är en flygplats i Kanada.   Den ligger i provinsen Manitoba, i den centrala delen av landet, 2 100 km nordväst om huvudstaden Ottawa. Nejanilini Lake Airport ligger 295 meter över havet.
Terrängen runt Nejanilini Lake Airport är huvudsakligen mycket platt. Nejanilini Lake Airport ligger uppe på en höjd. Trakten runt Nejanilini Lake Airport är nära nog obefolkad, med mindre än två invånare per kvadratkilometer.. 
Omgivningarna runt Nejanilini Lake Airport är i huvudsak ett öppet busklandskap.